# القعاد (الشغادرة)

تعديل مصدري - تعديل

القعاد هي إحدى قرى عزلة قلعة حميد بمديرية الشغادرة التابعة لمحافظة حجة، بلغ تعداد سكانها 208 نسمة حسب تعداد اليمن لعام 2004.